# Moixiganga de Sitges
La Moixiganga de Sitges és una dansa tradicional acompanyada de música de gralles i timbals típica de Sitges. És la moixiganga més genuïna i l'única que s'ha mantingut des del segle XIX. Pels sitgetans, la moixiganga és el ball més emblemàtic de la Festa Major de Sitges. A les processons de Sant Bartomeu i Santa Tecla aquest ball sempre tanca el seguici de balls populars col·locant-se just davant del Sant.

## Història
Si ve el 1612 ja surt esmentat el nom de Moixiganga en un document a Sitges trobem la primera referència escrita de la presència de la Moixiganga a Sitges data de 1853. A partir de llavors, apareix documentada en nombroses ocasions durant el segle xix i principi del segle xx, a excepció d'alguns anys en què se sap que no va sortir, o bé no se'n té notícia. Des de 1924 ha participat, amb regularitat quasi absoluta, a la nostra Festa Major. És l'única que després de la guerra civil espanyola va persistir, fins que algunes altres es van començar a recuperar a la dècada del 1970. En aquest sentit, cal destacar el seu paper en la recuperació de la moixiganga per part dels esbarts Verdaguer, Sarrià, Blanes i el Ball del Sant Crist de Salomó.

## Tipologia i simbolisme
La Moixiganga de Sitges és un ball religiós en el qual es representen, mitjançant una sèrie de quadres o misteris executats a manera d'exercicis gimnàstics, la passió, mort i resurrecció de Crist. El mot Moixiganga deriva d'una paraula àrab que significa reunió de gent emmascarada, i que en èpoques ancestrals es creu que retien culte a l'esperit del cereal i duien vestits blancs recoberts de flors. La cristianització de les diverses manifestacions rituals antigues es va dur a terme sense trencar amb la tradició i, seguint aquesta tònica, la Moixiganga va canviar el seu primitiu simbolisme agrari —de representació anyal de la mort i la resurrecció del gra— per l'actual representació cristiana.
La Moixiganga de les nostres contrades sembla emparentada amb la Muixeranga de terres valencianes i amb la Mojiganga castellana. També guarda analogies amb els castells i piràmides humanes o amb el Ball de Valencians. I la manera com representa els quadres de la Passió, la relaciona amb el Contrapàs originari del nord de Catalunya. Se l'ha vinculat històricament amb els castells, en descripcions del 1930 s'esmenta que "havia tingut també com a figura final l'elevació d'un atrevit castell, torre o espadat".
Se suposa que la Moixiganga de la nostra zona ja participava en el Corpus del segle xiv, però les primeres referències que se'n tenen daten del xviii. Durant molts anys, la de Sitges fou l'única que continuà representant-se amb constància al carrer.

## Components, vestuari i coreografia
La Moixiganga de Sitges és representada per 15 balladors: 10 candelers —costers, mitgers, alts i baixos—, 4 bastaixos i el Crist, que és el personatge que centra tota l'acció imitativa.
El ball consta de vuit misteris o figures: Balcó d'entrada (la presentació de Jesús al poble), Assots, Coronació d'espines, Argolla (que simbolitza el calvari), Figuereta (la mort en creu), Davallament, Sepulcre i Resurrecció. Entre quadres es repeteix el creuat. La representació s'obre amb la Salutació, que serveix per a presentar els personatges, i finalitza amb un picament de mans.
Durant l'execució del ball, els moixiganguers delimiten un espai central sacralitzat i construeixen tot un seguit d'altars humans. En la majoria de quadres hi predomina l'estructura de la creu llatina, que representa l'arbre de la vida i evidencia una separació de dos mons: un de terrenal (l'inferior) i un d'espiritual (el superior), amb sentit ascendent. En l'Assot, el Crist, que sofreix, està a la zona inferior; en el Davallament i en el Sepulcre —que precedeixen i representen l'espera de la Resurrecció—, en la intermèdia; i a l'Argolla, la Figuereta i la Resurrecció està en la zona superior, tot indicant el moment en què aquesta divinitat se sacrifica per salvar la humanitat.
El vestuari de la Moixiganga s'assembla al del ball de Cercolets i Pastorets, amb armilles i barrets coberts de flors de veta, però té certes particularitats: els bastaixos duen camisa de color vi, els candelers duen atxes o bastons envetats, i el Crist du un casquet en forma de creu enflocat de tarlatana.
La música de la Moixiganga de Sitges, interpretada amb gralla, és una de les més particulars del folklore de la vila. És l'única de la seva espècie que ha sabut mantenir-se viva al carrer i té una estructura melòdica que en denota una antiguitat considerable. La melodia és sempre la mateixa, amb una variant pel quadre i una altra pel ball, menys per la resurrecció final, que canvia, abans de l'aplaudiment final.
Al seu pas el públic aplaudeix emocionat. Aquest ball es va perdre a la vila de Sitges a la Festa Major de Sitges l'any 1984. L'Agrupació de Balls Populars, un mes més tard, per les Festes de Santa Tecla de Sitges, el va recuperar donant-li un aire més solemne i cerimoniós. Per una banda, el bon moment de l'entitat i per altra la conscienciació del jovent de la necessitat de no perdre aquest ball van ajudar a la ràpida resposta per la recuperació. Durant la matinal infantil de Santa Tecla a Sitges, el dia 23 de setembre, una colla infantil representa aquest ball.